# Superstition des marins
 (août 2014).
Si vous disposez d'ouvrages ou d'articles de référence ou si vous connaissez des sites web de qualité traitant du thème abordé ici, merci de compléter l'article en donnant les références utiles à sa vérifiabilité et en les liant à la section « Notes et références ».
La superstition des marins concerne de nombreux domaines : rencontres avec du mauvais temps, mauvaise capture de poisson, naufrages, panne de moteur, navire encalminé, décès en mer. Les marins isolés et éloignés de la vie terrestre ont cherché un responsable ou une raison particulière à leurs tracas.

## Plusieurs vocables
L'« empech » est un mot utilisé assez fréquemment par les Bretons. Il représente ce, celle ou celui qui empêche les choses de se dérouler normalement.
De la « tête de turc » : femme ou curé, au lapin en passant par les phrases dites ou les mots prononcés au mauvais moment et au mauvais endroit, les marins ont conçu une liste d'interdits ou de mauvais présages. Étant donné son caractère non scientifique, cette liste varie selon les régions, les mœurs, la religion.

## Le lapin
Autrefois, les cargaisons des bateaux étaient saisies avec des cordages en chanvre. Des lapins qui par accident s'étaient échappés de leur cage pouvaient donc les ronger, provoquant ainsi indirectement le naufrage du bateau par déplacement de la cargaison dans les cales provoquant une déstabilisation et la gîte. De plus, sur les bateaux en bois, le calfatage des planches de bordé se faisait avec de l'étoupe de chanvre que là aussi l'animal pouvait ronger amenant des voies d'eau fatales au navire.
Depuis, les lapins vivants sont bannis de tout voyage maritime. Le terme « lapin » est même, pour certains marins, interdit sur leurs navires. On parle à demi-mot de « pollop », de « l'animal aux longues oreilles », de « cousin du lièvre », de « zébro », de « coureur cycliste », voire de la « langoustine des prés ».
L'origine de cette superstition est aujourd'hui largement battue en brèche, en majeure partie par le fait que bien plus souvent que les lapins, c'était les rats qui rongeaient les amarres de l'avitaillement, or le terme rat n'est absolument pas banni des bords.
Cette croyance développée en Europe n'est pas partagée par les navigateurs Arabes ou Chinois qui ne nourrissent aucune appréhension particulière à l'encontre des lapins.
Le tabou qui frappe le mot lapin est plutôt à rechercher du côté du symbolisme médiéval (époque à laquelle se forment les traditions maritimes modernes) et judéo-chrétien : le lapin est à l'époque un animal associé au domaine démoniaque, du fait de sa propension à la reproduction ainsi que de sa gueule bifide. La mer étant alors considérée comme la majeure partie des espaces sauvages et dévolus au malin, l'association s'est faite entre l'animal et la peur des accidents maritimes.
Cette superstition a été reprise dans l'épisode 21 de la série d'animation Famille Pirate, dont le sujet principal est l'invasion de lapins sur l'île et sur les navires des Pirates.
Le chanteur Renaud finit sa chanson Dès que le vent soufflera par les paroles « Nous nous en allerons (de lapin) » en référence à cette superstition.

## Les lettres et chiffres sur la coque d'un navire
Pour nommer un navire, ou pour son immatriculation, il est nécessaire de faire apparaître des lettres sur la coque de celui-ci. Certaines lettres ont des sections plongeantes comme A ou E, au contraire du C. Pour certains marins il serait important de ne pas « provoquer » ou « agresser » la mer, ce qui serait le cas des lettres aux sections plongeantes. Ainsi, sur de nombreux navires les lettres étaient dessinées pour qu'aucune section ne vienne provoquer la mer.

### Chez les marins-pêcheurs

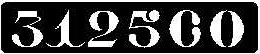
Chiffres traditionnels. Le 1 est rendu « pêchant » par l'adjonction de barbes.

Chez les marins-pêcheurs, au XIXe siècle, la même superstition règne, supposée nuire à la capacité de pêcher. Les chiffres arrondis (le  0, le 2, le 3, le 5, le 6, le 9) sont considérés comme favorisant la pêche. Et les chiffres raides, à fût plongeant vers la mer (le 1, le 4 et le 7), sont considérés comme « non pêchants ». Les chiffres non pêchants sont si redoutés que certains patrons retardent la demande d’immatriculation de leur navire, jusqu’à l’arrivée d’un numéro favorable.
Dans le port de Douarnenez, vers 1895, la difficulté est contournée en terminant les fûts des chiffres raides par des empattements très arrondis, formant des barbes (ou crochets). Ainsi munis d’hameçons, les 1, les 4 et les 7 deviennent des « chiffres pêchants ».
Ces chiffres décoratifs se sont répandus dans les autres ports bretons dès le début du XXe siècle. La tradition s’est même étendue aux lettres désignant le quartier maritime : les lettres non pêchantes, comme le A d’Audierne, par exemple, sont enjolivées. Ce type d’immatriculations se trouve encore sur quelques embarcations de pêche côtière. La tradition n’est plus observée par les unités de pêche au large.

## Prénom: Marie
Pendant longtemps, les familles de marins donnaient à leurs fils le prénom de Marie dans leurs prénoms de baptême. En effet, dans la religion catholique, cette dernière est censée protéger.
Encore aujourd'hui, en Bretagne, l'usage de donner Marie parmi les prénoms d'un même enfant est répandu, dans les familles catholiques.

## Femmes à bord
Jusqu'au XVIIIe siècle, la femme, particulièrement si elle était seule représentante de sa condition, n'a pas fait bon ménage avec le bord où il est sûr que la cohabitation avec un personnel masculin rude ne pouvait qu'engendrer tensions et frustrations. Elle n'était tolérée que comme passagère et il est arrivé, quand la situation devenait périlleuse pour le navire et si elle était la seule à bord, qu'elle soit jugée responsable des maux du navire et à cette occasion fortement malmenée.
Isabelet Roux, a, au contraire, "sauvés" par ses prières, les marins d'une forte tempête où ils ont pensé mourir. Isabelet et son père embarquent pour Marseille, car celui-ci veut marier sa fille à un jeune Marseillais, pour lui éviter le couvent. Lorsqu'ils quittent Arles par bateau, une tempête détruit le mât et le gouvernail ; l’équipage panique. Tous les passagers se mettent à prier sauf Isabelet. Ils la supplient alors de prier avec eux. Elle conditionne sa prière à l'acceptation par son père de ne pas la forcer à se marier si ses prières font cesser la tempête. Celui-ci accepte. Isabelet prie et la tempête cesse. De retour sur la terre ferme, le père demande à sa fille de ne pas entrer au couvent, en revanche, elle est libre désormais d’organiser ses journées comme elle le souhaite[réf. nécessaire].

## Prêtre
Au début du XXe siècle, dans trois ports du quartier maritime du Guilvinec (Le Guilvinec, Saint-Guénolé et Lesconil), le catholicisme a de grandes difficultés à s’implanter. Les marins de ces trois ports sont protestants ou communistes. Ils sont surtout très remontés contre le recteur (le curé, en Bretagne). Celui-ci est considéré comme un « empêch » : il porte la poisse.
Cette superstition concernant le prêtre est assez largement répandue dans le domaine maritime. Son origine est mal cernée : vient-elle de la couleur noire (symbole funeste) du costume ? Est-elle une assimilation à la femme, qui porte également une robe ? Est-elle colportée par les ennemis politiques ou religieux des catholiques ? Toujours est-il que les mots prêtre, recteur, moine, église, sont bannis à bord et remplacés par le mot cabestan.

## Siffler à bord
Dans les temps anciens, les marins sifflaient pendant les calmes pour faire venir le vent. De nos jours, les marins russes, ainsi que québécois et anglais, n'aiment pas que l'on siffle à bord ; c'est pour eux appeler les vents forts, voire : la tempête. Chanter à bord n'est pas concerné par cette superstition.

## Quitter le port un vendredi
Certains marins pêcheurs de Basse-Bretagne évitent d'appareiller un vendredi, signe de mauvais présage. 
Cette superstition aurait une origine religieuse[réf. souhaitée]. Une autre explication habituelle renvoie au jour de paie traditionnel, qui était le jeudi. La paie suppose une soirée de fête. L'appareillage le vendredi mobilisait des matelots souvent quelque peu vaseux, d'où un nombre d'accidents plus élevé.
Cette superstition se rencontre également en Haute-Normandie. Le vendredi 2 avril 1529, dans le port de Dieppe, le vent d'est est favorable à l'appareillage du Sacre et de La Pensée pour la première expédition française vers l'Extrême-Orient. Jean Parmentier préfère attendre le lendemain.

## Cigarettes et bougies
Allumer une cigarette à l'aide d'une bougie provoquerait la mort d'un marin quelque part dans le monde.
Cette croyance est sans doute liée au fait qu'un des ancêtres de la SNSM, les Hospitaliers sauveteurs bretons (association créée en 1873), vendait des allumettes. Ainsi, allumer une cigarette à la bougie revenait à priver de dons la HSB[réf. souhaitée].
Les femmes des marins allumaient des bougies lorsque leurs maris partaient en mer pour qu'ils retrouvent le chemin du foyer[réf. nécessaire]. Allumer une cigarette avec une bougie risquait d'éteindre la flamme. Ceci faisant référence à la femme du marin qui éteignait la flamme de la bougie lorsque son mari ne revenait jamais. Avec la cire celles-ci créaient des croix de proëlla.

## Grigris et amulettes
Quelques marins suspendent des grigris et amulettes comme un petit sac de toile contenant des choses diverses (ail, etc.) à l'étrave du navire, afin d'être protégés de la malchance.

## Trinquer à bord
Lorsque des marins trinquent à bord, ils ne choquent pas verre contre verre, mais poing contre poing. Ceci pour ne pas faire de bruit, la superstition voulant que le bruit du verre attire le vent[réf. souhaitée].

## Cordes
Il n'existe pas de superstition attestée de l'usage du mot corde sur les navires, même si celle-ci servait autrefois à pendre les mutins (voir : cordage). 
La tradition exclut l'utilisation du mot "corde" à bord pour désigner un cordage. En français, les cordages à bord d'un navire sont appelés soit filins, manœuvres, bouts (se prononce "boute"), soit par leurs noms spécifiques comme écoute, drisse. Le terme cordage, pourtant dérivé de corde, n'est pas affecté par cet usage. Le terme de "corde" est réservé à celle permettant de sonner la cloche de bord.

## Passage par le "trou du chat"

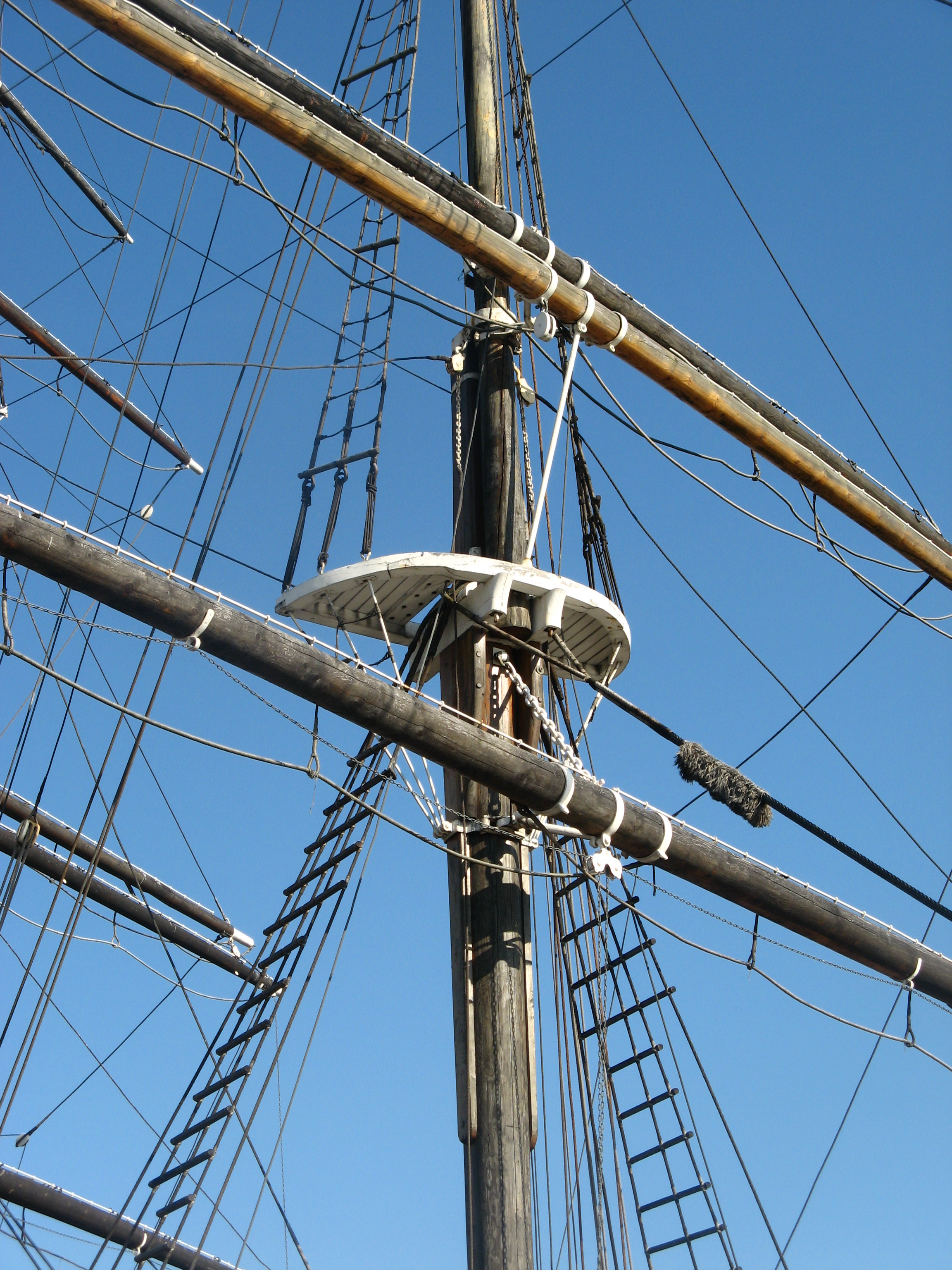
Hune du Sigyn, le trou du chat et une petite ouverte sous la plate-forme

Le trou du chat est un petit passage aménagé dans le plateau de hune pour accéder aux gréements d'un grand voilier à voiles carrées. 
La tradition chez les gabiers exige que seuls les terriens (marins inexpérimentés) passent par le trou du chat  considéré comme sécurisant et destiné à ceux qui manquent de courage. Les gabiers passent par l'extérieur de la plateforme : geste plus difficile à réaliser, donc plus impressionnant, surtout par gros temps. Une autre explication de l'origine de cet usage fait référence à une croyance équivalente à celle de passer sous une échelle[réf. souhaitée].

## Renommer un bateau sans couper le macoui
Le sillage des bateaux est parfois désigné sous le nom de macoui, une entité imaginaire figurant un grand serpent d'eau associé au nom du bateau. Pour renommer un bateau, il faudrait au préalable couper le macoui pour conjurer le mauvais sort,.